# Зіна Фрай
Зіна Фрай (нім. Sina Frei, нар. 18 липня 1997) — швейцарська велогонщиця, срібна призерка Олімпійських ігор 2020 року.

## Виступи на Олімпіадах
| Олімпіада  | Дисципліна  | Місце |
| ---------- | ----------- | ----- |
| Токіо 2020 | маунтінбайк | 2     |

## Зовнішні посилання
- Зіна Фрай [Архівовано 17 липня 2021 у Wayback Machine.] на ProCyclingStats

1. ↑  https://olympics.com/tokyo-2020/olympic-games/en/results/cycling-mountain-bike/athlete-profile-n1465739-frei-sina.htm
2. ↑  https://www.uci.org/rider-details/93545
3. ↑  Olympedia — 2006.